# Ergy Landau
Ergy Landau (19. června 1896 Budapešť – 6. června 1967 Paříž) byla francouzská fotografka maďarského původu. Patřila k představitelům humanistické fotografie, proslavila se především fotografiemi dětí a zvířat.

## Život
Narodila se v Budapešti a navzdory předsudkům si prosadila studium fotografie. Studovala v Budapešti, Vídni a v Berlíně. Ve stejných městech pak pracovala ve fotografických ateliérech. Ve Vídni v ateliéru Franze Xavera Setzera, v Berlíně v ateliéru Rudolfa Dührkoopa. Po skončení první světové války se vrátila do Budapešti a vytvářela dětské filmy. Na pozvání francouzského producenta odešla v roce 1923 do Paříže, kde fotografovala portréty herců. V roce 1924 se zde setkala se svým krajanem László Moholy-Nagyem, který ji inspiroval k modernějšímu pojetí fotografie. V letech 1928–1932 fotografovala pro přední filmové režiséry, jako byli např. Abel Gance, Alexis Granowsky, René Clair nebo Henri Diamant-Berger. Založila vlastní fotografický ateliér, který se specializoval především na dětskou fotografii. Vedle toho fotografovala zvířata, přírodní scenérie a krajinu. V jejím ateliéru pracovaly i později známé fotografky, v roce 1929 Nora Dumasová (Kelenföldi Telkes Nóra) a v roce 1932 také Ylla (Camilla Kofflerová).
V letech 1954 a 1956 podnikla reportážní cesty do Číny a Mongolska. Fotografie z těcho cest byly otištěny v jejích knihách Aujourd'hui la Chine (Čína dnes, vyšlo 1955) a Horoldamba: Le petit Mongol (Malý Mongol Horoldamba, vyšlo 1957).
V padesátých letech se podílela na výstavách humanistické fotografie, jako byla například výstava Lidská rodina (The Family of Man).
V roce 1963 byla po tragické nehodě upoutána na lůžko. Zemřela v roce 1967.

## Výstavy
- 1955 Lidská rodina (The Family of Man), New York
- 2007 Photographie humaniste, Francouzská národní knihovna, Paříž
- 2009 Hôtel de Sully, Paříž

## Zastoupena ve sbírkách
- Centre Georges Pompidou
- Francouzská národní knihovna (Bibliothèque nationale de France)
- Sbírka Christian Bouqueret (Collection Christian Bouqueret)
- Musée Nicéphore-Niépce

## Knihy
- Enfants, text Marcel Aymé, 1936.
- Plays and Toys in Nursery Years, London, 1953
- Le Petit chat, text Maurice Genevoix, 1957, ASIN B001833IAW
- Aujourd'hui la Chine, texte Pierre Gascar, předmluva Claude Roy, 1955, ASIN B00183A2IS
- Horoldamba : Le petit Mongol, text Yves Bonnieux, 1957, ASIN B0018HP612